# (34004) Gregorini
(34004) Gregorini – planetoida z pasa głównego asteroid okrążająca Słońce w ciągu 3 lat i 302 dni w średniej odległości 2,44 j.a. Została odkryta 30 lipca 2000 roku w obserwatorium w Montelupo przez Maurę Tombelli i Darię Guidetti. Nazwa planetoidy pochodzi od Loretty Gregorini (ur. 1948), zajmującej się radioastronomią i kosmologią obserwacyjną. Przed jej nadaniem planetoida nosiła oznaczenie tymczasowe (34004) 2000 OS7.